# Тушма
Тушма́ — река в Удмуртии, протекает в Вавожском районе. Устье реки находится в 12 км по левому берегу реки Кылт. Длина реки — 22 км, площадь её водосборного бассейна — 87 км².
Исток реки в лесном массиве в 12 км к юго-западу от села Волипельга. Течёт на северо-восток, протекает вблизи деревень Карсо, Зядлуд и Тушмо. Крупнейший приток — Зядвай (левый). Тушма Впадает в Кылт у деревни Котья.

## Данные водного реестра
По данным государственного водного реестра России относится к Камскому бассейновому округу, водохозяйственный участок реки — Вятка от водомерного поста посёлка городского типа Аркуль до города Вятские Поляны, речной подбассейн реки — Вятка. Речной бассейн реки — Кама.
По данным геоинформационной системы водохозяйственного районирования территории РФ, подготовленной Федеральным агентством водных ресурсов:
- Код водного объекта в государственном водном реестре — 10010300512111100039528
- Код по гидрологической изученности (ГИ) — 111103952
- Код бассейна — 10.01.03.005
- Номер тома по ГИ — 11
- Выпуск по ГИ — 1